# Brad Paisley
Brad Douglas Paisley, född 28 oktober 1972 i Glen Dale i Marshall County, West Virginia, är en amerikansk låtskrivare och countrysångare. Han har släppt 10 studioalbum. Det senaste albumet, Love and war, släpptes 2017. Han släppte en singel 11 mars 2019 titulerad My miracle. 
Paisley är gift med skådespelerskan Kimberly Williams. Tillsammans har de två barn; deras första son, William Huckleberry Paisley, föddes i februari 2007, deras andra son, Jasper Warren Paisley, föddes i april 2009.

## Diskografi
Album
- 1999: Who Needs Pictures
- 2001: Part II
- 2003: Mud on the Tires
- 2005: Time Well Wasted
- 2006: Brad Paisley Christmas
- 2007: 5th Gear
- 2008: Play
- 2009: American Saturday Night
- 2010: Hits Alive
- 2011: This Is Country Music
- 2013: Wheelhouse
- 2014: Moonshine in the Trunk
- 2017: Love And War

Singlar (nummer 1 på Billboard Hot Country Songs)
- 1999: "He Didn't Have to Be"
- 2000: "We Danced"
- 2002: "I'm Gonna Miss Her (The Fishin' Song)"
- 2004: "Mud on the Tires"
- 2005: "When I Get Where I'm Going" (med Dolly Parton)
- 2006: "The World"
- 2006: "She's Everything"
- 2007: "Ticks"
- 2007: "Online"
- 2007: "Letter to Me"
- 2008: "I'm Still a Guy"
- 2008: "Waitin' on a Woman"
- 2008: "Start a Band" (med Keith Urban)
- 2009: "Then"
- 2010: "Water"
- 2010: "Anything Like Me"
- 2011: "Old Alabama" (med Alabama)
- 2011: "Remind Me" (med Carrie Underwood)